# Miguel Poveda
Miguel Ángel Poveda León (Barcelona,  13 de febrero de 1973) es un cantaor de flamenco español, así como de otras músicas populares.

## Trayectoria artística

### Orígenes
Cantaor de flamenco e intérprete de otros géneros musicales como la copla con los que enriquece su trayectoria artística en una experimentación constante en su obra, aunque el flamenco sea desde sus inicios su música de partida. Por su origen catalán, de padre murciano y de madre natural de Puertollano (Ciudad Real), sin ascendencia andaluza, encuentra más dificultades en sus inicios pero con tesón y gracias a su talento consigue vencer para crecer artísticamente como cantaor desde Barcelona. En 2003 trasladó su residencia a Sevilla hasta diciembre de 2015, y posteriormente pasó a residir en Estepona.
Miguel Poveda nació en Barcelona el 13 de febrero de 1973 y vivió su infancia y adolescencia en Badalona, en el barrio de Bufalà. Es hijo de una familia humilde sin una tradición musical anterior. Su padre era originario de la pedanía de La Paca en Lorca (Murcia) y su madre nació en Puertollano (Ciudad Real). Miguel Poveda fue un niño tímido que escuchaba copla y flamenco por la radio y en los discos de su madre en su habitación, con las coplas de Quintero, León y Quiroga y los viejos maestros del flamenco, con voces como las de Antonio Mairena, Manolo Caracol, Tomás Pavón, La Perla, La Paquera de Jerez, La Niña de los Peines, Juan Varea, Rafael Farina o más actuales como las de Camarón de la Isla, Enrique Morente, Chano Lobato, entre otros.

### De la afición a la profesión
Su precoz afición por el cante le hace grabar de manera casera coplas y cantes que escuchaba en La radio de su padre, vivencia a la que  homenajeará en unas coplerías incluidas en su disco Tierra de calma con letra de Quintero, León y Quiroga. En 1989, con 15 años se sube por vez primera a un escenario, el de la peña flamenca de Ntr.ª Sr.ª de la Esperanza en Badalona. En un principio trabajó en diversos oficios no vocacionales, hasta que al volver del servicio militar empezó a cantar en el tablao El Cordobés de las ramblas de Barcelona, trabajó allí durante casi un año, tiempo en el que aprendió el oficio cantando para las bailaores/as, con un público formado principalmente por turistas.
Miguel Poveda quería ser escuchado fuera de Cataluña para calibrar su verdadera valía como cantaor flamenco y para hacerse una idea de hasta dónde podía llegar. Así fue como junto al guitarrista Juan Ramón Caro se presentó a las pruebas selectivas para el 33º Festival Nacional del Cante de las Minas de La Unión (Murcia) celebrado en 1993, no solo fue seleccionado sino que además fue galardonado con cuatro de los cinco premios, uno de ellos la Lámpara Minera, el más preciado, además de las modalidades de la cartagenera, la malagueña y la soleá, hecho que cambia su vida artística. En 1995 graba su primer disco flamenco propio: Viento del este acompañado a la guitarra por Moraíto, Pepe Habichuela y Julián, el Califa y con la colaboración de José Soto "Sorderita", disco publicado por la discográfica Nuevos Medios. Poveda incursionó en esta época en el mundo del cine, haciendo el papel de Miguel en La teta y la luna (1994, dirigida por Bigas Luna).

### Crecimiento artístico
A partir de esa grabación discográfica inicia su camino más profesional empezando su participación desde 1994 en festivales flamencos nacionales e internacionales que dan a conocer su cante al gran público, festivales como el Actual de Logroño, Festival Taranto de Madrid, Bienal de Flamenco de Sevilla, Fiesta de la Música de París, Festival de Flamenco de Amberes, y su primera gira por Japón. En 1997 canta en Bolonia en un espectáculo basado en obras de Federico García Lorca y los Poetas de la Generación del 27.
En 1998 fue solicitado desde el Festival de la Cultura y las Artes de Ramallah (Palestina), su actuación ante 15.000 palestinos le deja un recuerdo imborrable. También en 1998 presenta su trabajo Suena Flamenco (nominado en 2000 para el Grammy Latino), inicio de su colaboración con Amargós, y participa como artista invitado en La vida es sueño que presentó Calixto Bieito en el Festival Internacional de Edimburgo, y en otros festivales, como el de Musicora de París, Grec de Barcelona, Stimmen de Lorrach, Emmas de Cerdeña y realiza una gira por Japón. En 2000 edita su tercer CD Zagúan y en 2002 inicia una gira por los Estados Unidos: Miami, Chicago, Nueva York, Bloomington y Washington.
En julio de 2007, trabaja en la producción Flamenco en Orquesta (2000), junto a Joan Albert Amargós, que se editará en disco en 2008, grabación de un concierto en directo en el Festival de Peralada, con nuevos matices respecto del espectáculo presentado originalmente. También ha colaborado en el espectáculo Contrastes que presentó junto a Agustí Fernández. El 29 de junio de 2002 participa en el Festival Grec de Barcelona en el concierto Testimoni Verdaguer, acto central del año Verdaguer, en el TNC canta A mos bescantadors con Agustí Fernández al piano, esta colaboración es el germen de su posterior disco Desglaç (2005).
En 2003 colabora en un concierto de La fábrica de tonadas, espectáculo de Santiago Auserón (Festival Altaveu de Sant Boi, 2003). Además participa en las producciones Qawwali Jondo, junto a Duquende y Faiz Ali Faiz, y en el disco Poemas del Exilio de Rafael Alberti con música de Enric Palomar, por ambos trabajos recibió el Premio Ciutat de Barcelona 2003.
En 2004 participa en el XXXII Festival Internacional Cervantino, como apuesta de la Fundación Autor, y que se celebró entre el 6 y el 24 de octubre de 2004 en las localidades mexicanas de León (Teatro Manuel Doblado, 15 de octubre) y Guanajuato (Teatro Juárez, 17 de octubre), en un recital que se cimenta en dos partes bien definidas: una con un recital de cante flamenco y otra, entregada a los versos de poetas exiliados como Rafael Alberti, Pablo Neruda, Jaime Gil de Biedma y José Ángel Valente, en esta parte contó con el acompañamiento del pianista Enric Palomar, el percusionista Ignacio López y los palmeros Raúl Levia y Miguel Lavis. A este festival volverá para cantar en su edición de 2008 con el espectáculo Flamenco y poemas.
También en 2004 fue invitado de la Feria Internacional del Libro de Guadalajara (México) en la que cantó a dúo con Eugenia León. Colaboró con la Orquesta Nacional de España, con la obra Suite Flamenca de Joan Albert Amargós, y realiza una gira por España y Francia con el espectáculo Qawwali Jondo. En 2005 realiza presentaciones en el Carnegie Hall en Nueva York. Con Martirio presenta el espectáculo Romance de Valentía basado en coplas clásicas que presenta en Madrid y Barcelona en verano de 2005.
En 2005 se edita Desglaç, proyecto que representa una original apuesta de interpretación en catalán de Poveda, disco en el que da vida musical a una selección de obras de diversos poetas en lengua catalana en una producción discográfica con músicas de diversos autores, componiendo Poveda alguna de las melodías. El disco tiene buena aceptación por parte de público y crítica, estableciendo puentes entre la cultura catalana y el flamenco.
Los poetas escogidos para Desglaç (Deshielo en lengua castellana) son Jacinto Verdaguer, Valentí Gómez-Oliver, Joan Margarit, Maria Mercè Marçal (2 temas), Joan Brossa, Enric Casasses, Narcís Comadira, Joan Barceló, Josep Piera, Sebastià Alzamora y Gabriel Ferrater, también canta durante la gira a Jaime Gil de Biedma, el disco lo presenta en directo entre 2005 y 2007 alternando otros proyectos. Le acompañan en la gira los músicos Marcelo Mercadante, Gustavo Llull, Andrés Serafini y Roger Blavia. En la grabación del disco colaboran las voces de Moncho y Miquel Gil.
En enero de 2006 actúa en el Jazz Lincoln Center de Nueva York en tres conciertos y colabora en su recital el percusionista puertorriqueño Giovanni Hidalgo, así como en muy diversos festivales flamencos, volviendo de nuevo al Festival de Cante de las Minas, donde recibió sus primeros reconocimientos artísticos. También colabora con el bandoneonista argentino Rodolfo Mederos en un espectáculo conjunto de tangos clásicos que presentan en el Teatro Central de Sevilla, Grec de Barcelona, Teatro Español de Madrid y en el Teatro Colón de Buenos Aires.
En septiembre de 2006 edita su trabajo discográfico flamenco Tierra de calma en colaboración con el guitarrista Juan Carlos Romero en una producción muy cuidada que se estrena en la Bienal de Flamenco de Sevilla 2006, en el Teatro Lope de Vega el 28 de septiembre, disco que presenta también en 2007 en el Auditorio de Barcelona, Teatro Albéniz de Madrid Gran Teatro de Córdoba, entre otros escenarios. Por este disco recibe buenas críticas y numerosos premios, entre ellos la nominación a los Grammy Latino 2007 al mejor álbum flamenco.
En 2007 intercala en directos sus varias producciones y añade nuevos proyectos puntuales: El 16 de mayo estrena en el Teatro Español de Madrid Sin frontera, espectáculo flamenco de homenaje a Jerez, con dirección de Pepa Gamboa y con la colaboración de Luis el Zambo, Moraíto y Joaquín Grilo, que durante 2007 presenta también en Benalmádena, Roma, Sevilla, Fuenlabrada, durante el año 2008 en Jerez de la Frontera, Alcorcón, Leganés y Ámsterdam, y en 2009 en el Teatro Calderón de Madrid y en el Teatro Juan Bravo de Segovia. El 21 de mayo de 2007 en el festival Suma Flamenca de Madrid une su voz a los poemas del flamencólogo José María Velázquez-Gaztelu. El 7 de septiembre en la Bienal de Flamenco de Málaga de 2007 canta al poeta José Antonio Muñoz Rojas en Antequera en el espectáculo Por los caminos que van.
Se podría considerar que el Premio Nacional de Música de España que le concede el Ministerio de Cultura de España en noviembre de 2007 (valorando "su gran calidad y versatilidad y el interés que ha generado en otros ámbitos de la creación musical"), así como el Premio Nacional de Cante otorgado por la Cátedra de Flamencología de Jerez de la Frontera representan su consagración como uno de los grandes nombres del flamenco.
Participó en el 36 Festival Internacional Cervantino con el espectáculo Flamenco y poemas, el 25 de octubre de 2008 en el Teatro Juárez en Guanajuato y el 26 de octubre de 2008 en el Teatro Manuel Doblado en León de los Aldama, como parte del cierre de la participación de Cataluña, invitado de honor del festival, Carlos Grilo y Luis Cantarote (palmas), Sonia Poveda (baile) y Gustavo Llull (piano). En este espectáculo interpretó además acompañado de un mariachi y por primera vez en su carrera unas rancheras Te voy a olvidar de Juan Gabriel, Que se me acabe la vida y Si nos dejan de José Alfredo Jiménez.
En 2009, Miguel Poveda sigue con la presentación en concierto de sus diferentes espectáculos y en el mes de febrero se edita el disco Cante i Orquestra grabado en directo en concierto de 4 de agosto de 2007 en el Festival de Peralada, junto a Joan Albert Amargós. El CD contiene los siguientes temas: "Esos cuatro capotes" (Bulería), "Canela y clavo" (Seguirilla), "Manto de estrellas" (Alegrías), "Soneto de la dulce queja" (Federico García Lorca), "Danza de equus" (Instrumental), "Te lo juro yo" (Copla), "Dame la mano" (Tientos) y "El cant dels ocells" (Canción popular catalana).
Miguel Poveda participa en la banda sonora de la película Los abrazos rotos de Pedro Almodóvar, que se estrenó en marzo de 2009, donde canta la zambra "A ciegas" de Quintero, León y Quiroga que había popularizado Concha Piquer. El tema es editado en la B.S.O. de Los abrazos rotos (Emi, 2009) así como en dos versiones que se incluyen en su disco, Coplas del querer (Discmedi-Universal, 2009).

### Miguel Poveda desdeCoplas del quereral presente

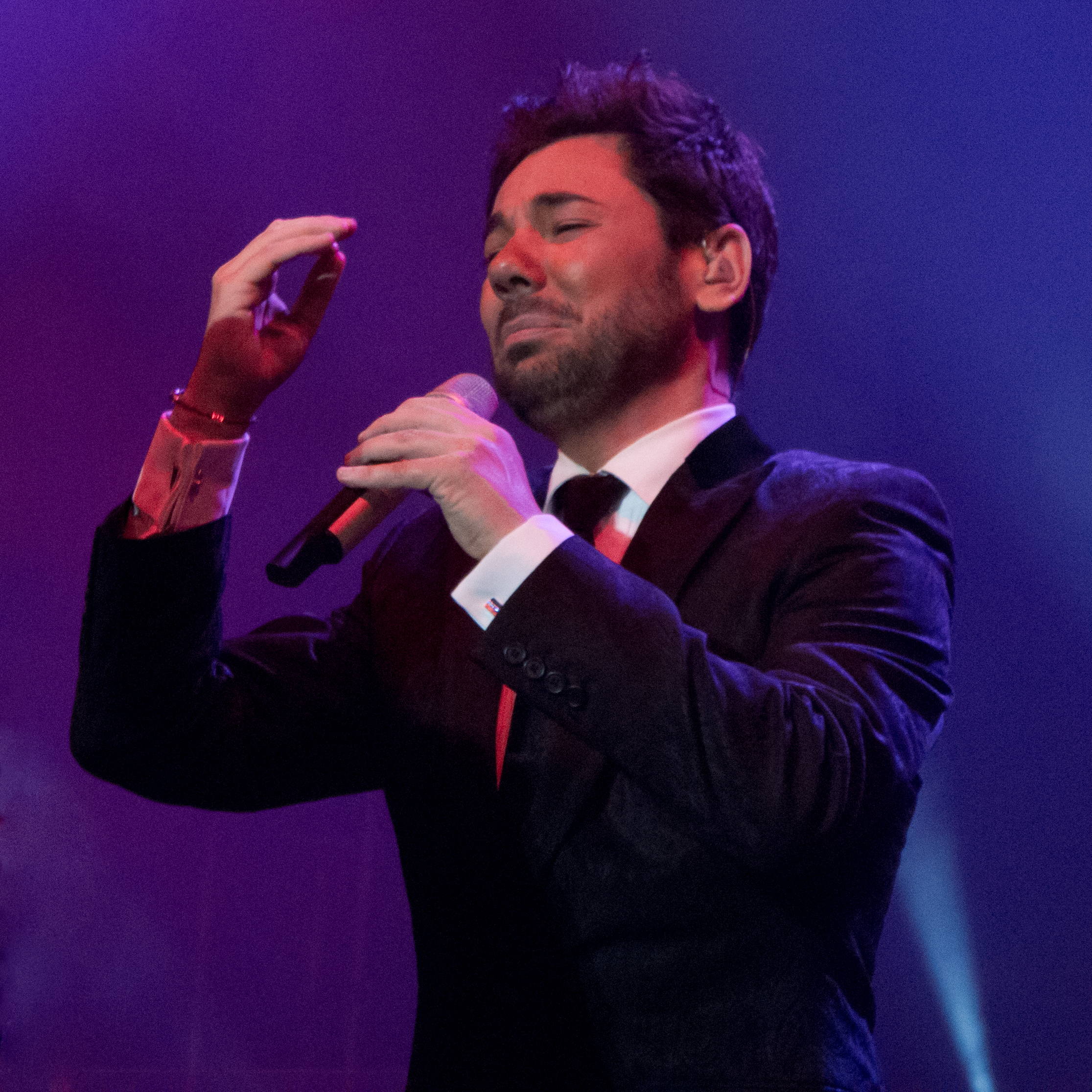
Miguel Poveda durante un concierto en 2012.

Coplas del querer es un disco doble en el que Miguel Poveda revisa coplas clásicas con arreglos actualizados que es editado en el mes de junio de 2009, cuenta con la participación de Joan Albert Amargós en los arreglos y de Chicuelo a la guitarra, así como con una colaboración de Alberto Iglesias en los arreglos del tema "A ciegas". 
Miguel Poveda es nominado por tercera vez al "Mejor álbum flamenco" en los Premios Grammy Latinos 2009 en septiembre de 2009 por su disco Coplas del querer, con el que consigue además un Disco de Oro por más de 30.000 copias vendidas en octubre de 2009. El disco se estrena en directo en el Teatro Lope de Vega de Sevilla el 9 y 10 de junio de 2009 y se presenta en el Gran Teatro del Liceo de Barcelona el 7 de diciembre de 2009. En 2010 es galardonado con tres Premios de la Música por este disco: "Mejor Álbum", "Mejor Álbum de Canción Española" y "Mejor Arreglista" para Joan Albert Amargós.
En 2010 Miguel Poveda es nombrado Hijo Adoptivo de la Provincia de Sevilla por la Diputación Provincial, así como Hijo Adoptivo de la población de Castril en Granada. El 11 de junio de 2010 presenta su sello discográfico "Carta Blanca Records" que pretende difundir nuevos valores flamencos. El 31 de agosto de 2010 se publica su primer DVD: Coplas del querer en directo desde el Gran Teatro del Liceu (Universal Music) que recoge su concierto en el teatro barcelonés del 7 de diciembre de 2009. El 15 de septiembre inaugura la XVI Bienal de Flamenco de Sevilla en la Plaza de toros de la Real Maestranza con su nuevo espectáculo Historias de viva voz. En 2011 recibe el Premio Nacional de Cultura de Cataluña (Categoría música).
En febrero de 2012 la Junta de Andalucía le concede la Medalla de Andalucía 2012. En marzo de 2012 se edita su noveno trabajo discográfico: arteSano (Universal Music-Discmedi Blau, 2012), trece cantes flamencos con la colaboración de guitarristas como Paco de Lucía y Manolo Sanlúcar, entre otros.
El 8 de mayo de 2012 graba en directo en concierto en el Teatro Real de Madrid el CD+DVD "Real" editado en noviembre de 2012, este trabajo es nominado a los premios Grammy Latinos 2013 como "Mejor Álbum de Música Flamenca".
En 2013 Poveda celebra sus 25 años en la música con un concierto en la Plaza de toros de Las Ventas de Madrid el 21 de junio de 2013 acompañado de artistas como María Dolores Pradera, Carmen Linares, Lole Montoya y Joan Manuel Serrat.
El 5 de agosto de 2013 es nombrado Hijo Adoptivo del municipio de La Unión (Región de Murcia), honor anunciado por la alcaldía el 8 de agosto de 2012 y se le homenajea en el 53 Festival Internacional del Cante de las Minas de La Unión que cierra con un concierto el 6 de agosto en la Catedral del cante.
En diciembre de 2013 Universal Music publica Diálogos. De Buenos Aires a Granada, un disco de tangos grabado en directo junto a Rodolfo Mederos en dos conciertos en el Teatro Colón de Buenos Aires (2006) y en el Palacio de Carlos V de Granada (2010).
Durante 2014 y en el inicio de 2015 emprende un gira bajo el título de "Íntimo" en el que interpreta un repertorio de flamenco, copla y temas poéticos. En marzo de 2015 se edita su disco Sonetos y poemas para la libertad, con 15 temas basados en poemas de autores clásicos y de algunos cantautores (Joaquín Sabina, Luis Eduardo Aute), con música del también cantautor Pedro Guerra y de Juan Gómez "Chicuelo" y los arreglos de Joan Albert Amargós, este álbum es nominado a los premios Grammy Latinos 2015 como "Mejor Álbum de Música Flamenca". Con este disco seguirá en gira durante los años 2016 y 2017.
En diciembre de 2015 vuelve a vivir por unos meses en Barcelona. En marzo de 2016, el Ayuntamiento de Badalona le nombra hijo predilecto de la ciudad en la que creció. El 23 de julio de 2016 realizó un recital en el Mesón Gitano.  En diciembre de 2016 se publica el DVD con el documental "13." que refleja su trayectoria artística, incluye un CD de recopilación de algunas de sus colaboraciones con otros músicos celebrando 25 años de música.
En 2018 publica el disco Enlorquecido dedicado a la figura del poeta Federico García Lorca, del que realizará una gira de conciertos. En ese mismo año, Poveda cumple 30 años de carrera y para celebrarlo publica el disco doble El tiempo pasa volando, que incluye un disco dedicado a cantes flamencos tradicionales y otro a referencias musicales y sentimentales cercanas a sus inicios artísticos.
En la primavera de 2021, graba la serie de documentales de TVE "Caminos del flamenco" dedicada al mundo de arte jondo, en la que por primera vez participa como presentador y lo hace junto a Soleá Morente, la docuserie fue emitida por La 2 de TVE. En diciembre de 2021 publica su disco Diverso con el que lleva a cabo una gira de conciertos durante 2022 y 2023. En 2022 participa en el programa musical de TVE Dúos increíbles cantando junto a otros artistas como Agoney, Antonio José o Ana Belén.
En abril de 2024 publica su nuevo disco Poema del cante jondo en el que pone música, voz y flamenco al poemario homónimo del poeta Federico García Lorca, acompañado por la guitarra de Jesús Guerrero. En septiembre de 2024 se presenta con el espectáculo titulado Federico y el cante en dos conciertos en el Teatro de la Maestranza, dentro de la programación de la Bienal de Flamenco de Sevilla. La gira con este disco ocupa sus directos hasta 2025.
En 2025 y más allá de sus diversos trabajos musicales, Poveda crea el CCFG (Centro Cultural Federico en Granada), participando activamente en la conservación de la memoria y figura de García Lorca, de su vida y su obra.

## Premios
| Año  | Premio |
| ---- | --- |
| 1993 | 33 Festival Nacional del Cante de las Minas de La Unión (España): Lámpara Minera, además de La Cartagenera, La Malagueña y La Soleá. |
| 2000 | Premios Grammy Latino 2000: Nominación al Mejor álbum flamenco para Suena flamenco |
| 2003 | Premio Ciudad de Barcelona de Música por Qawwali Jondo y Poemas del Exilio de Rafael Alberti. |
| 2006 | Premio ARC 2006 (Associació Professional de Representants, Promotors i Mànagers de Catalunya) en la categoría de Músicas del Mundo. |
| 2006 | Ganador del IX premio Puig-Porret del periodismo musical de Cataluña 2006 por Desglaç |
| 2006 | XIV Bienal de Flamenco de Sevilla 2006 - 2 Giraldillos: Giraldillo al cante: Miguel Poveda y Giraldillo Momento Mágico Bienal 2006: A las sevillanas del espectáculo Tierra de Calma ( Miguel Poveda, Eva Yerbabuena, Dorantes, Paco Jarana).                   |
| 2007 | Concurso Internacional de Cante Flamenco Ciudad de Puertollano - Reconocimiento a Miguel Poveda, a la juventud sobresaliente en la divulgación del arte flamenco, dentro y fuera de España.                                                                     |
| 2007 | Premio "Flamenco Hoy" al Mejor disco flamenco para la crítica especializada por Tierra de calma- Revista Flamenco Hoy |
| 2007 | Premio "El Público" de Flamenco a Miguel Poveda por Tierra de calma - Canal Sur Radio |
| 2007 | 4º Premios Revista "De Flamenco" - Lo mejor de 2006 (encuesta en votación popular):Premio al Mejor disco flamenco por Tierra de calma, Premio al Mejor disco flamenco por Tierra de calma y Premio Mejor espectáculo de flamenco en directo por Tierra de calma |
| 2007 | XI Premios de la Música - 2 nominaciones: Nominación a la Mejor Canción por Buenas intenciones y nominación al Mejor Álbum de Flamenco por Tierra de calma |
| 2007 | Premios Grammy Latino 2007: Nominación al Mejor álbum flamenco por Tierra de calma |
| 2007 | Premio Nacional de Música de España - Interpretación (Ministerio de Cultura de España) |
| 2008 | Premio del Público a su espectáculo Sin frontera - Festival de Flamenco de Jerez |
| 2008 | Premio Honorífico ‘Castillete de Oro’- Festival Internacional del Cante de las Minas en La Unión (España) |
| 2008 | Premio Nacional de Cante - Cátedra de Flamencología de Jerez de la Frontera |
| 2008 | XV Bienal de Flamenco de Sevilla 2008 - Giraldillo Momento Mágico Bienal 2008: Momento mágico de la Bienal 2008: “Al arranque y desarrollo de la soleá final de Tórtola Valencia, de Isabel Bayón, interpretada por Matilde Coral y Miguel Poveda".             |
| 2009 | Premio Patriarca Flamenco concedido en Murcia por Caja Mediterráneo y la Asociación Flamenca de la Universidad de Murcia (UMU) |
| 2009 | Premio Camarón de Oro 2009 concedido por la Peña Cultural Flamenca Camarón de la Isla de San Fernando (Cádiz) |
| 2009 | Premios Grammy Latino 2009: Nominación al Mejor álbum flamenco por Coplas del querer |
| 2009 | Disco de oro por 30.000 copias vendidas de su disco Coplas del querer en octubre de 2009 |
| 2010 | XIV Premios de la Música - 3 premios a Coplas del querer: Mejor álbum, Mejor álbum de canción española y Mejor Arreglista a Joan Albert Amargós |
| 2010 | Disco de Platino por 60.000 copias vendidas de su disco Coplas del querer en 2010 |
| 2010 | XVI Bienal de Flamenco de Sevilla 2010 - Giraldillo Especial del Jurado por su espectáculo inaugural "Historias de viva voz". |
| 2010 | Premio "Flamenco Hoy" 2010 al mejor DVD por "Coplas del querer en directo desde el Gran Teatro del Liceo". |
| 2011 | Premio Nacional de Música de Cataluña (categoría de los Premios Nacionales de Cultura de Cataluña) |
| 2012 | Medalla de Andalucía 2012 |
| 2012 | Trofeo Pencho Cros, correspondiente a la XIII Convocatoria Cultural Internacional, en su modalidad 'Premio Discográfico', por su último trabajo 'arteSano' en el Festival Internacional del Cante de las Minas 2012 de La Unión (Murcia)                        |
| 2013 | Premios Grammy Latino 2013: Nominación al Mejor álbum de música flamenca por Real |
| 2013 | Premio "Flamenco hoy" 2012 al mejor DVD por Real |
| 2013 | Premio Embajador de Sevilla, Premios En Portada del diario ABC Sevilla |
| 2013 | Premio Christa Leem en Barcelona (Grupo "Un dels nostres") |
| 2013 | Mención especial en la 60.ª edición de los Premios Ondas (Barcelona) |
| 2015 | Premios Grammy Latino 2015: Nominación al Mejor álbum flamenco por Sonetos y poemas para la libertad |
| 2016 | Hijo Predilecto de la ciudad de Badalona (Barcelona) |
| 2022 | Hijo Adoptivo de Estepona (Málaga) |

## Colaboraciones con otros artistas
Ha colaborado con artistas flamencos y de otros géneros musicales, entre lo que se encuentran: Enrique Morente, Juan Habichuela, Joan Albert Amargós, Chano Domínguez, Agustí Fernández, Calixto Bieito, Israel Galván, Duquende, Arcángel, Cristina Hoyos, Tomatito, Bigas Luna (como actor en la película La teta y la luna) y Carlos Saura (cantando junto a la fadista Mariza en su película Fados), Santiago Auserón, Marina Rossell, Marcelo Mercadante, Martirio, Enric Palomar, Rodolfo Mederos, Eva Yerbabuena, Giovanni Hidalgo, Maria del Mar Bonet, Mariza, Carmen Linares, Diego Carrasco, Juan Carlos Romero, Pasión Vega, Concha Buika, Chavela Vargas, María Dolores Pradera, Ana Belén, Víctor Manuel, Pedro Guerra, Joaquín Sabina, Joan Manuel Serrat, Juan Gabriel, Alejandro Sanz, Javier Ruibal, entre otros, tanto en espectáculos en directo o en colaboraciones discográficas.

### Colaboraciones en directo
- Espectáculo Flamenco en Orquesta. En el año 2000, Joan Albert Amargós, Miguel Poveda y Chicuelo, y el soporte instrumental de la Big Ensemble Taller de Músics, se creó esté espectáculo de fusión entre la música clásica, el jazz y el flamenco. Una visión actual del flamenco donde la orquesta asume el papel de coprotagonista en un repertorio en el que se interpretan diferentes ‘palos’ flamencos: siguiriya, zambras, alegrías… Una vez estrenada la obra, en el Festival Grec 2000, destaca su participación en el Auditori de Barcelona, en 2004 en el Fórum Universal de las Culturas 2004 de Barcelona con la participación de la OBC, en el Auditorio Nacional de Madrid con la OCNE, en el Festival Luna Mora con la Orquesta de Málaga y en Malmö y en Växjö (Suecia) con la Orquesta Sinfónica de Malmö. La segunda parte del concierto lleva por título Cante y Orquesta, Poveda en compañía de Chicuelo y del bailaor Israel Galván. Este espectáculo vuelve a llevarlo a escena en 2007 con el nombre Palosinfónico en el Festival de Peralada (Gerona) el 4 de agosto de 2007, concierto en el que es grabado en directo para su edición en disco dentro de la colección Singulars Peralada en febrero de 2009 con el título Cante i Orquestra.
- Colabora como artista invitado en la obra La Vida es sueño que presenta Calixto Bieito en el Festival Internacional de Edimburgo.
- Con el pianista y compositor Agustí Fernández, la danza contemporánea orientalizada del bailarín Andrés Corchero y la fuerza de la voz de Miguel Poveda colaboraron en varios espectáculos:
  - A modo de esperanza (2001) galardonado con un premio FAD, contó con la colaboración de Miguel Poveda cantando poemas de José Ángel Valente.
  - Contrastes (2004) en colaboración con Agustí Fernández.
  - Invocacions, una fusión de géneros que se presentó en el Teatre Lliure de Barcelona del 2 al 5 de junio de 2005, a partir de la música creada por Agustí Fernández y Miguel Poveda, Andrés Corchero ofreció una danza minuciosa y callada, iluminada por una selección de poemas de José Ángel Valente, Jacinto Verdaguer, Miquel Martí i Pol y Jaime Gil de Biedma. La colaboración artística de Agustí Fernández y Miguel Poveda se redefinió en el concierto de l’Espai de Barcelona en el 2003 donde se pudieron escuchar por primera vez algunos de los temas originales que forman parte de este espectáculo.
- Poveda ha colaborado en el espectáculo de Santiago Auserón titulado La fábrica de tonadas en el Festival Altaveu de Sant Boi, en concierto celebrado el 11 de septiembre de 2003, en el que entre otras canciones del repertorio de Auserón, cantaron Aquellas pequeñas cosas, un tema clásico de Joan Manuel Serrat.
- En su colaboración con músicas de otras culturas, destaca su acercamiento a la música sufí con Qawwali Jondo en colaboración con Duquende, Faiz Ali Faiz y Juan Gómez "Chicuelo", espectáculo estrenado en 2003 y editado en dobe CD y DVD con el título Qawwali Flamenco (Harmonía Mundi, 2006).
- En el espectáculo Territorio Flamenco en Madrid (Teatro Lope de Vega 12 de abril de 2004 y en el Carnegie Hall de Nueva York el 13 de febrero de 2005, dentro del Flamenco Festival USA 2005) con el clásico tango Cuesta abajo incluido en el CD colectivo Territorio flamenco(Virgin, 2003).
- Canta la ranchera Un mundo raro de José Alfredo Jiménez a dúo con la cantante mexicana Eugenia León, en su programa de televisión en Canal 22 México, también la cantaron en concierto el 29 de noviembre de 2004 en la Feria Internacional del Libro de Guadalajara (México).
- Junto a Martirio, en uno de sus acercamientos al mundo de la copla con la presentación conjunta de Romance de valentía,[43] espectáculo estrenado en el Festival Grec 2005 de Barcelona que también se pudo ver en el Teatro Español de Madrid. Un espectáculo que no se ha editado en disco, de momento, y que incluía entre otras coplas clásicas Pena penita pena, Ojos verdes, Te lo juro yo, No me quieras tanto, Azucena, Dime que me quieres, La niña de fuego, Malditos ojos verdes o La bien pagá. Martirio y Poveda cantaban acompañados de las guitarras flamencas de Raúl Rodríguez y Juan Gómez 'Chicuelo', el pianista Jesús Lavilla, la violinista Olvido Lanza, el contrabajista Jordi Gaspar y la percusión de Antonio Coronel.
- Ha experimentado en varias ocasiones con el tango rioplatense (aunque en clave flamenca), en múltiples colaboraciones con Marcelo Mercadante, en la discografía de ambos artistas.
- Y tango también en fusión con el bandoneón de Rodolfo Mederos y su Orquesta Típica, con quien presentó el espectáculo Diálogos, estrenado en enero de 2006 en Sevilla, y presentado también en Barcelona, Madrid y en el Teatro Colón de Buenos Aires el 3 de septiembre de 2006,[44] de este espectáculo habrá una grabación discográfica que se editará en 2008, el tango Fuimos se graba ya en el CD Comunidad de Rodolfo Mederos editado en diciembre de 2006.
- En enero de 2006 (días 19,20 y 21) Miguel Poveda cantó en la Allen Room del Lincoln Center, acompañado a la guitarra por Chicuelo y a la percusión por el puertorriqueño Giovanni Hidalgo abriendo el 6º Festival Flamenco de la ciudad de Nueva York: soleás, martinetes, cantes de Levante, abandolaos, cantiñas y tanguillos. En algunos de ellos participó Giovanni Hidalgo, logrando una emocionante fusión del cante jondo con los tambores caribeños.
- El 24 de mayo de 2006 es entrevistado por la escritora Elvira Lindo en el programa Carta Blanca de La 2 de TVE, también canta en directo Romance de la dulce queja de Federico García Lorca, acompañado por Joan Albert Amargós al piano.
- O por citar sólo el último en el mundo flamenco, con el guitarrista Juan Carlos Romero, el cantaor Diego Carrasco y los pianistas David Peña Dorantes y Diego Amador entre otros en la edición en disco y presentaciones de Tierra de calma(Discmedi, 2006).
- El dúo con Pasión Vega cantando el tema El rumbo de tus pasos en el programa de La Primera de TVE La noche de Quintero de Jesús Quintero, emitido el 31 de enero de 2007.[45]
- Con el bailaor Israel Galván en sus espectáculos Los zapatos blancos/Los zapatos rojos, Las palabras y las cosas y Arena.
- Con la bailaora Isabel Bayón en su espectáculo La puerta abierta.
- Con Eva la Yerbabuena en el estreno absoluto en la Bienal de Flamenco de Sevilla de Tierra de calma (28 de septiembre de 2006).
- Con la bailaora Rocío Molina en el estreno de Tierra de calma en Barcelona (27 de enero de 2007) y en Madrid (31 de enero de 2007), y posteriormente en el espectáculo conjunto "Cuatro Esquinas" con Carmen Linares y Juan Carlos Romero en Hong Kong (diciembre de 2007).
- En 2007 colabora con Maria del Mar Bonet en un trabajo conjunto que no llega a publicarse en disco y que presentan el 4 de mayo de 2007 en Nueva York con el título Els treballs i els dies (Los trabajos y los días)[46] en el Auditorio del Metropolitan Museum, el concierto es uno de los actos del programa cultural Made in CataluNYa, Catalan Culture in New York. El espectáculo se presenta también en el Festival Grec de Barcelona el 24 de julio de 2007,[47] forma parte del acto institucional de la Diada Nacional de Cataluña el 11 de septiembre en el Parque de la Ciutadella de Barcelona, también se presenta en el Mercat de Música Viva de Vic (Barcelona) el 12 de septiembre. El 13 de octubre de 2007 cantan en la Sala Mozart de la Alte Oper de Fráncfort en Alemania y el 20 de enero de 2008 en Palma de Mallorca.
- A raíz de su participación en la película Fados del director Carlos Saura, en la que interpreta junto a la fadista Mariza el fado Meu fado meu (Mi fado mío),[48] Poveda canta este mismo fado con Mariza en directo en su concierto del Auditori de Barcelona de 25 de abril de 2007 y repite colaboración para celebrar el estreno de Fados en España, con un concierto de fados que se celebra el 12 de noviembre de 2007 en el Teatro Albéniz de Madrid con la participación de Mariza, Carlos do Carmo, Camané y Miguel Poveda.
- Miguel Poveda canta a dúo con Antonio Carmona la canción Para que tú no llores en su recital del Palau de la Música Catalana de Barcelona el 28 de abril de 2007, el 2 de julio de 2007 en concierto en el Patio Conde Duque de Madrid y el 13 de julio de 2007 en el Festival de Jimena de la Frontera(Cádiz).
- Poveda canta en el concierto de Isabel Pantoja que se celebra el 10 de junio de 2007 en el Auditorio Rocío Jurado de Sevilla, cantaron la copla Limosna de amores.
- El 4 de agosto de 2007 graba un disco en directo en concierto en el Festival de Peralada, espectáculo bajo el título Cante i Orquestra que es editado en CD en febrero de 2009, en colaboración con Joan Albert Amargós y Chicuelo.
- El 7 de agosto de 2007 en el Festival Xàbia Jazz colabora con el saxofonista Perico Sambeat estrenando en directo su proyecto Flamenco Big Band, editado en disco por Verve en 2008 y en el que Poveda interpreta 5 temas en clave de jazz.
- El 15 de septiembre de 2007 canta en el Matadero de Madrid junto a la Orquesta y Coros Nacionales de España y Pasión Vega, Carmen París, María de Medeiros y Sergio Dalma en el espectáculo Noche de boleros, en el que interpretó los boleros Piensa en mi, Pecado, Vete de mi y Noche de ronda con arreglos de Joan Albert Amargós.
- Espectáculo "Cuatro Esquinas" junto a la cantaora Carmen Linares, el guitarrista Juan Carlos Romero y las bailaoras Rocío Molina (en Hong Kong) y Pastora Galván (resto presentaciones), espectáculo conjunto que llevan a Hong Kong (9 y 10 de noviembre de 2007), Estados Unidos (Miami, Nueva York y Washington en febrero de 2008) y Londres (marzo de 2008).
- Canciones para Pedro. Un homenaje a Pedro Almodóvar a través de su música. Matadero de Madrid, 13 de septiembre de 2008. La noche en blanco. Con la Orquesta de RTVE, Alberto Iglesias, Miguel Poveda, Concha Buika, Eva la Yerbabuena y SOLU.
- El 27 de febrero de 2009, colaboración con Moraíto Chico en homenaje a la Paquera de Jerez cantando Esos 4 capotes en Jerez de la Frontera y el mismo día en el espectáculo Lluvia de Eva la Yerbabuena cantando Se nos rompió el amor de Manuel Alejandro. El 6 de marzo de 2009 Poveda canta una soleá a Matilde Coral en el espectáculo "Tórtola Valencia" de Isabel Bayón, los tres espectáculos en la programación del Festival de Flamenco de Jerez.'* El 6 de mayo de 2009 canta la copla "Sólo vivo pa' quererte" a dúo con Pastora Soler en el Teatro Lope de Vega de Sevilla, editado en el DVD de Pastora Soler de título 15 años (Warner Music) en septiembre de 2010.
- El 10 de octubre de 2009 canta junto a Noa, Mira Awad y Rachid Taha en el concierto Voces de las tres culturas que tuvo lugar en Córdoba (España), los cuatro artistas cantaron juntos Imagine de John Lennon.
- En el Especial Nochebuena de Raphael: "Te llevo en el corazón" emitido por Televisión Española el 24 de diciembre de 2010, Poveda canta a dúo con Raphael el tango "En esta tarde gris" y en solitario "La bien pagá".
- El 5 de febrero de 2011 canta dos temas ("La luz que a mi me alumbraba" y "Canto de la resignación") junto a la cantaora Carmen Linares en el Teatro Maestranza de Sevilla editados en su CD "Remembranzas" (Salobre, 2011).
- En el Especial "A su manera" emitido por Tele 5 el 25 de diciembre de 2011 y protagonizado por Isabel Pantoja, canta junto a Poveda el tema "Los celos" de José Luis Perales, y el cantaor canta en solitario "Coplas del querer" y "En el último minuto", grabado en directo en el Palacio Euskalduna de Bilbao y editado en CD+DVD por Sony Music en 2012.
- Poveda es el invitado especial al concierto de Isabel Pantoja en concierto en el Palacio de Deportes de Madrid el 2 de mayo de 2012 cantando a dúo los temas "Feriante", "A ciegas" y "Los celos".[49]
- Canta el tema "Espera un momento" junto a su autor, Manuel Carrasco, en concierto en el Auditorio Rocío Jurado de Sevilla el 16 de junio de 2012, tema que será grabado a dúo posteriormente para el disco "Habla II" (Universal Music, 2012) de Manuel Carrasco.
- El 10 de julio de 2012 canta junto a Chavela Vargas y Martirio en el Homenaje a Federico García Lorca en la Residencia de Estudiantes de Madrid, en el que sería el último concierto de Chavela Vargas, forma parte de la grabación del documental "El ruiseñor y la noche. Chavela Vargas canta Lorca".[50]
- El 2 de diciembre de 2012 acompaña a Alejandro Sanz en su concierto en el Palau de la Música Catalana de Barcelona, cantan a dúo el tema "Cuando nadie me ve".[51]

### Colaboraciones cinematográficas
- En 1993 el director de cine Juan José Bigas Luna le da un papel como actor en la película La teta y la luna interpretando precisamente al personaje de "Miguel" junto a los actores Biel Durán, Gerard Darmon y Mathilda May. La película se estrena en el verano de 1994, a sus veinte años toda una experiencia personal y una curiosidad en la trayectoria como cantaor, es caracterizado en diversas circunstancias y también canta flamenco, en concreto el tema Navega sola de Mayte Martín, lo que a su personaje le da muy buenos resultados en la conquista de su amor dentro de la trama de esta película de Bigas Luna, entre otros temas Poveda canta en francés por Édith Piaf la canción "Les mots de l'amour".
- Posteriormente Miguel Poveda repite experiencia en el cine participando en su faceta como músico, en 2007 en la película Fados del director Carlos Saura, interpreta junto a la fadista Mariza el fado Meu fado meu ('Mi fado mío¡).
- También en 2007 participa con su cante en la película francesa La question humaine de Nicolas Klotz que se estrena en Francia en septiembre de 2007 y en España en noviembre de 2008.
- Pedro Almodóvar escoge a Miguel Poveda para participar en la banda sonora original de su película Los abrazos rotos, cantando la zambra A ciegas de Quintero, León y Quiroga con arreglos de Alberto Iglesias.
- En 2009 graba su segunda participación en una película del director Carlos Saura, la segunda parte del documental Flamenco, que se estrena en 2010 con el título de Flamenco, Flamenco.
- En 2015 protagoniza el largometraje documental 13. Miguel Poveda, dirigido por Paco Ortiz, que se estrena en el Festival de Málaga y logró nominación a mejor largometraje documental en los Premios Cinematográficos José María Forqué de 2016.

## Discografía
- 1995: Viento del este (Nuevos Medios)
- 1998: Suena flamenco (Harmonía Mundi)
- 2001: Zaguán (Harmonía Mundi)
- 2004: Poemas del exilio de Rafael Alberti (Harmonía Mundi)
- 2005: Desglaç (Discmedi-Taller de Músics)
- 2006:	Tierra de calma (Discmedi)
- 2009: Cante y Orquestra (Discmedi-Singulars Peralada
- 2009: Coplas del querer (Universal-Discmedi)
- 2010: Coplas del querer en directo desde el Gran Teatro del Liceu (Universal-Discmedi)
- 2012: arteSano (Universal Music-Discmedi Blau)
- 2012: Real CD+DVD grabado en directo en concierto en el Teatro Real de Madrid el 8 de mayo de 2012 (Universal Music)
- 2013: Diálogos. De Buenos Aires a Granada con Rodolfo Mederos. CD de tangos grabado en directo en conciertos en Buenos Aires en 2006 y en Granada en 2010 (Universal Music)
- 2015: Sonetos y poemas para la libertad (Universal Music)
- 2018: Enlorquecido (Carta Blanca Records)
- 2018: El tiempo pasa volando. 30 años en la música (Carta Blanca Records)
- 2021: Diverso (Carta Blanca Records)
- 2024: Poema del cante jondo con Jesús Guerrero (Universal Music)